# コンテンポラリー・クリスチャン・ミュージック
コンテンポラリー・クリスチャン・ミュージック（Contemporary Christian music、「現代的キリスト教音楽」の意味、CCMとも言われる）は、キリスト教の布教を目的とし、歌詞に重点を置いた音楽ジャンルである。この音楽用語は、白人ポップ、ロック、AOR、AC、キリスト教音楽などに使用される。
なお、ボブ・ディランやU2などはコンテンポラリー・クリスチャン・ミュージックには分類されない。

## 前史
コンテンポラリー・クリスチャン・ミュージック以前にもクリスチャン・ミュージックは、もちろん存在した。南部で活動したクリスチャン・ミュージックの白人音楽家としては、ブルー・リッジ・カルテット、スワニー・リバー・ボーイズ、ブラックウッド・ブラザーズ、フロリダ・ボーイズ、カテドラル・カルテット、ゲイザー・ボーカル・バンド、ゴールド・シティ、インスピレイションズ、ジェイク・ヘス、インペリアルズなどがいた。また、カントリー・ミュージシャンがホワイト・ゴスペル、マウンテン・ゴスペルを録音するケースも多く、オークリッジ・ボーイズ、ウェブ・ピアース、グランパ・ジョーンズらのカントリー歌手がクリスチャン・ミュージックの曲を吹き込んでいる。

## 概要
歌詞的にキリスト教であるすべてのポピュラー音楽が、コンテンポラリー・クリスチャン・ミュージックに分類されるわけではない。CCMのミュージシャンは、布教活動のための曲のみを歌い、世俗の歌は歌わないのが一般的である。
世界のCCM歌手・グループには、オーシャン、シスター・ジャネット・ミード、ストライパー、エイミー・グラント、マイケル・W・スミス、DCトーク、アヴァロン (アメリカ合衆国のグループ)、バーローガール、ジェレミー・キャンプ、キャスティング・クラウンズ、スティーヴン・カーティス・チャップマン、デヴィッド・クラウダー・バンド、ナタリー・グラント、マーシーミー、ニュースボーイズ、クリス・トムリン、レベッカ・セント・ジェームス、サード・デイ (バンド)、AD（バンド）、その他多くのアーティストがいる。また、ビルボードのチャート・カテゴリーに「トップ・クリスチャン・アルバムズ」と「ホット・クリスチャン・ソングス」も存在する。

## 歴史
コンテンポラリー・クリスチャン・ミュージックは、1960年代後半から1970年代前半の「ジーザス・レボリューション」「ジーザス運動リバイバル」や、「福音派」の宗教復興運動の時代に、宗教的歌詞とポピュラー音楽のサウンドとの融合で始まった。初期のポピュラーな「ジーザス・ミュージック」アルバムは、ラリー・ノーマンにより、キャピトル・レコードからリリースされた「この岩の上に（Upon This Rock)」である。伝統的宗教歌とは異なるこの新しいジーザス・ミュージックは、ロックとフォークロックから生まれた。当初は小さかったジーザス・ミュージックは、1980年代までに「何百万ドルもの巨大産業に成長」した。1990年代には、エイミー・グラント、DCトーク、マイケル・W・スミス、ジャーズ・オブ・クレイなどのCCMのアーティストが、主流のトップ40のラジオ局で流れた。現在、クリスチャン・ミュージックは、AOR、カントリー、ロック、ヘヴィメタル、ヒップホップ、パンクなどに拡大している。
コンテンポラリー・クリスチャン・ミュージックは1960年代後半から、様々な形で論争の種になってきた。キリスト教大学のボブ・ジョーンズ大学は、寮生にCCMを聴くことを禁じた。他にもクリスチャン・ロック音楽が、布教目的のクリスチャン音楽と異なるという見解もある。保守的なキリスト教に反し、無神論的であると考えられるロック音楽は、戦後、フリーセックス、反抗、麻薬、アルコールの使用と結び付けられて来た。

## 世界の主なCCM歌手・グループ
- オーシャン（カナダ） - 「サインはピース」(1971)
- シスター・ジャネット・ミード - 「ローズ・プレイヤー」(1974)
- エイミー・グラント[8]
- ストライパー（アメリカ）
- アウト・オブ・ダークネス（イギリス）、プログレCCM
- ザ・クロスビーツ（イギリス）
- キャドモン（イギリス）、フォーク
- レーナ・マリア（スウェーデン）

## CCM以外の楽曲
- ウェブ・ピアース - 「アイ・ラブ・ヒム・ディアリー」
- ノーマン・グリーンバウム - 「スピリット・イン・ザ・スカイ」(1970)[注 2]
- ドゥービー・ブラザーズ - 「ジーザス・イズ・ジャスト・オールライト」
- クリス・クリストファーソン - 「ホワイ・ミー」(1973)

## 日本のCCM
ロックシンガーの小坂忠が滝元順らのグロリアシンガーズと出合ったことにより、ミクタムレコードを設立して、日本のCCMのジャンルを発展させた。さらに久米小百合（久保田早紀）、本田路津子、森祐理らが、クリスチャン音楽の普及に取り組んでいる。

## 日本の主なCCM歌手
- 久米小百合（久保田早紀の本名）
- 本田路津子
- 小坂忠
- 森祐理
- 松本優香
- 新垣勉
- 岩渕まこと(岩渕亮)
- 工藤篤子
- 本多馨子
- 矢嵜風花
- 向日かおり
- たまりの
- 石井希尚

## レコード・レーベル
- ミクタム・レコード